# 伍德兰站
伍德兰站（英語：Woodland station）是马萨诸塞州波士顿轻轨绿线D支线车站，车站位于牛顿市16号公路，瓦班和奥本代尔之间。车站附近有牛顿-韦尔斯利医院，也为马萨诸塞州128号公路提供停车换乘。
伍德兰站最初为火车站，1886年启用。1958年高地客运线关闭后，铁路改造为轻轨，并兴建了全新的伍德兰站。2006年车站重建，使之完全无障碍。公共交通导向型开发指导下建造了新的停车楼，方便停车换乘。

## 历史

### 理查森车站

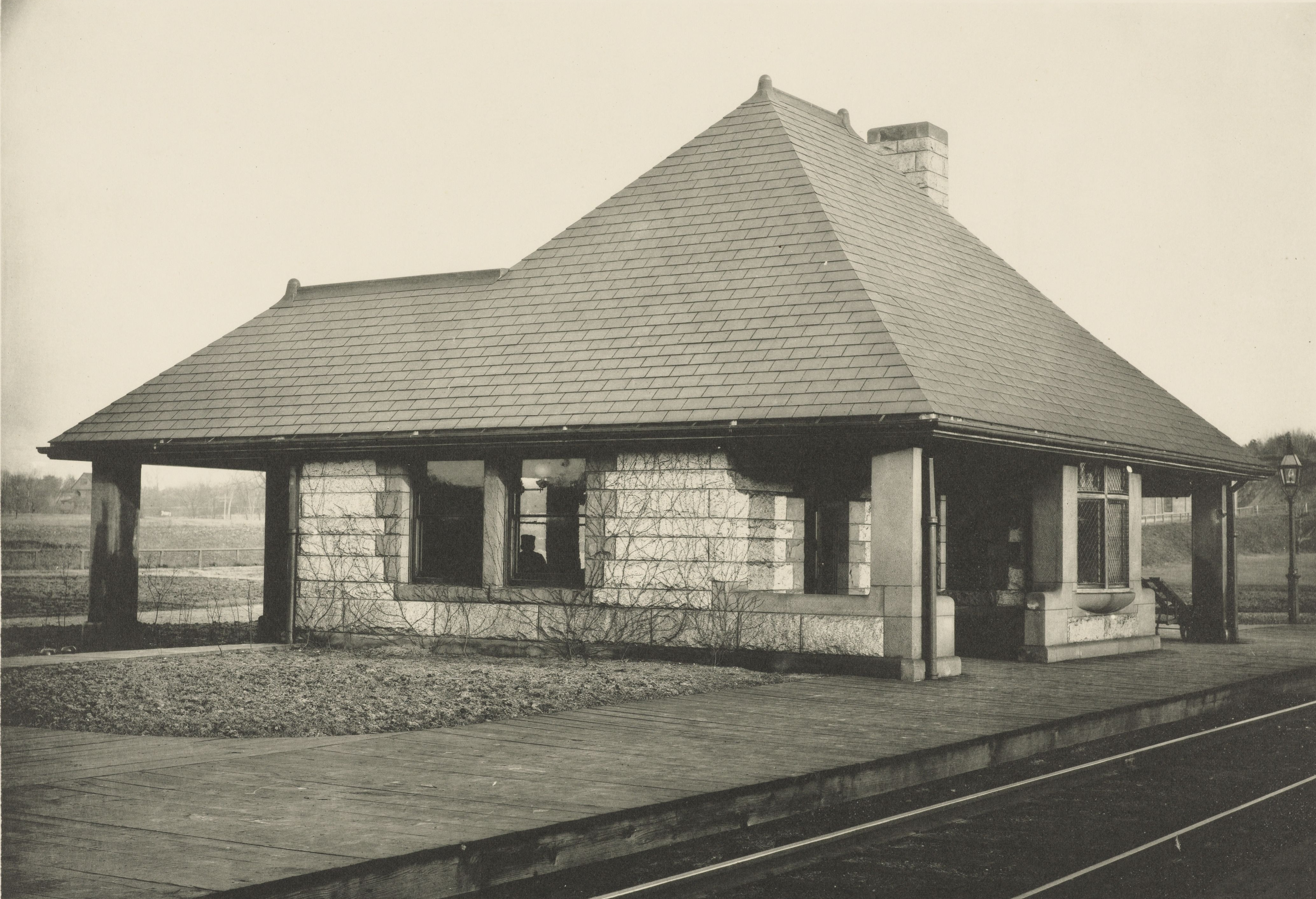
理查森车站刚竣工时

1848年4月10日，波士顿至伍斯特铁路开通一条新铁路线，从布鲁克莱恩交汇口至布鲁克莱恩村站。1852年11月，查尔斯河支线铁路公司将线路延长至牛顿上瀑布站，1853年6月延伸至尼德姆站。波士顿至奥尔巴尼铁路公司在1883年2月买回了这条铁路线，同时也买了一部分纽约至新英格兰铁路。1886年5月16日，高地支线客运服务开通。
1884年10月，亨利·霍布森·理查森设计了艾略特站、瓦班站和华盛顿街站，华盛顿街站后来改名为伍德兰站。三座车站均设置在牛顿市未开发的区域，吸引新的居民。1886年6月，理查森死后，设计工作由其继任者雪普莉、穆坦和柯立芝设计公司完成，并于9月开始建造车站。

### 轻轨化改造

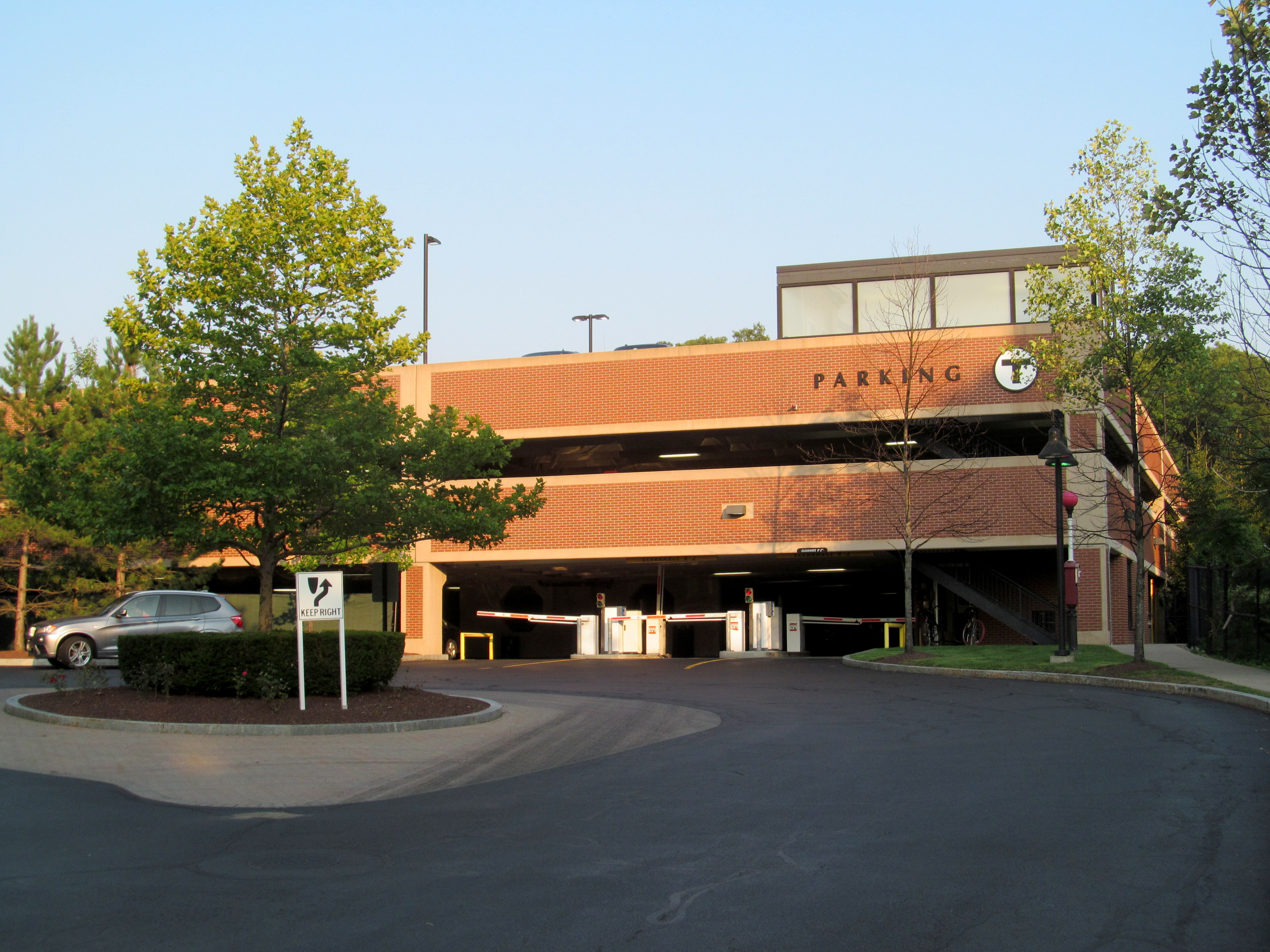
2006年启用的停车楼

1957年6月，马萨诸塞州立法机构通过法案批准大都会交通署收购几乎破产的紐約中央鐵路公司，并将铁路改造成有轻轨。新伍德兰站在原车站东侧不远处，并被高尔夫球场环绕着。也正是因为这一点，原车站候车楼没有被拆除。
伍德兰站是理查森设计的波士顿至奥尔巴尼铁路车站中，仅存的四座候车楼之一，它于1976年被收录至牛顿铁路车站历史区，但是年久失修。候车楼位于伍德兰高尔夫球俱乐部内，被用作其仓库使用。
1997年10月，经研究认为伍德兰站可以兴建停车楼代替停车场。2004年，马萨诸塞湾交通局与私营开发商签署协议，由开发商出资建造停车楼，改进无障碍站台和车站入口的道路，用来交换开发出租公寓的权利。2006年3月，车站新站台及停车场开放。

## 车站结构
| G 街道/站台层 | 侧式站台，右侧开门 | 侧式站台，右侧开门  |
| G 街道/站台层 | 出城               | 往河滨 （终点站）   |
| G 街道/站台层 | 入城               | 往政府中心 （瓦班） |
| G 街道/站台层 | 侧式站台，右侧开门 |                     |